# Transmeta
Трансмета корпорација (енгл. Transmeta) је америчка фирма коју је основао Давид Дицел (енгл. David Ditzel) 1995. године. После ју је преузео Метју Р. Пери (енгл. Matthew R. Perry). Корпорација је базирана у Санта Клари, производи х86-компатибилне микропроцесоре веома ниске потрошње електричне енергије.

Трансметини микропроцесори Crusoe и Efficeon немају вентилаторе за хлађење што дозвољава концепцију тихих уређаја или преносивих рачунара.
Трансмета није никада успела да развије одлучујуће иновације за тржиште и у јануару 2005. приморана је да повуче са тржишта и покрене реконструкцију да би се концентрисала на продају свог технолошког знања.
Повлачи се из сектора микропроцесора 31. марта 2005. године остављајући AMD, Интел и VIA у производњи х86 компатибилних полупроводника.